# Pelikanblut
Pelikanblut (alemany: Sang de pelicà) és una pel·lícula de terror dramàtica alemanya-búlgara del 2019 dirigida per Katrin Gebbe i protagonitzada per Nina Hoss. La pel·lícula es va projectar a la secció Horizons de la 76a Mostra Internacional de Cinema de Venècia.
Va rebre el Méliès d'Or a la millor pel·lícula fantàstica europea.

## Argument
“Una dona que entrena cavalls policials adopta el seu segon fill, una nena de 5 anys molt traumatitzada. Quan la noia mostra un comportament violent i antisocial, la seva nova mare està decidida a ajudar-la."

## Repartiment
- Nina Hoss com a Wiebke
- Katerina Lipovska com a Raya
- Yana Marinova com a Sigrid
- Murathan Muslu com a Benet
- Sophie Pfennigstorf com Alma
- Dimitar Banenkin com a Hagen
- Daniela Holtz com a Bibi

## Recepció crítica
La pel·lícula té una puntuació d'aprovació del 74 % a Rotten Tomatoes, amb una valoració mitjana de 7/10 basada en 19 ressenyes i té una puntuació Letterboxd de 3,2/5.